# ドローレス (東サマル州)
ドローレスは、フィリピンのサマール島にある第三級自治体である。2015年の国勢調査によると、42866人の人口を有している。
ドローレスは、フィリピンの東ビサヤ地方にある、太平洋沿岸の街である。多くのビーチや小さな島々がある。住民のほとんどは英語を話し、理解している。